# رجائي الدجاني
رجائي الدجاني (1939-) وزير ومحام فلسطيني ولد في القدس. تلقى تعليمه الأساسي في كلية النهضة قرب بيت لحم، ثم انتقل ليُتابع تعليمه في كلية الأمة ومدرسة سانت جوزيف في القدس، هُجر مع عائلته بسبب النكبة عام 1948 إلى مدينة عمّان، وحصل على الثانوية من الكلية العلمية الإسلامية. نال درجة البكالوريوس في الحقوق عام1961 من الجامعة السورية، وعلى درجة الماجستير في العلوم القانونية من جامعة لندن عام 1990.

## حياته المهنية
عاد رجائي كامل الدجاني إلى الأردن وعمل محاميًا متدرّبًا في مكتب المحامي فؤاد عبد الهادي بين عامي 1961 و1962، وانتقل بعدها للعمل ضابطاً في القوات المسلحة الأردنية في سلك القضاء العسكري عام 1962. كان من المساهمين في تأسيس جهاز المخابرات العامة الأردنية مطلع الستينيات، وتولى مهام مساعد مدير الجهاز. ثم عُيّن مديرًا لمكتب ولي العهد الأردني الأمير الحسن بن طلال بين عامي 1982 و1984، وأمينًا عامًا للديوان الملكي الهاشمي بين عامي 1984 و1986. ثم شغل منصب وزير النقل في حكومة زيد الرفاعي الرابعة بين 27 أبريل1986 و4 أكتوبر1986، ثم أُعيد تعيينه في الوزارة ذاتها، ووزيرًا للداخلية بين عامي 1986 و1989.
ساهم في تأسيس شركة للمحاماة وتقديم الاستشارات القانونية في عمّان عام 1990. وبعدها عُيّن عضوًا في مجلس الأعيان للدورة الثامنة عشر بين عامي 1997 و2001، ثم أُعيد تعيينه للدورة اللاحقة بين عامي 2001 و2003. كما شغل عضوية محكمة التحكيم الدولية ومقرّها في باريس، وأسهم في تأسيس المنظمة الدولية لمكافحة الفساد عام 2002، وشغل عضويتها، كما أصبح مقررًا لمكتب المنظمة في الأردن.

## الأوسمة
حصل الدجاني على العديد من الأوسمة منها:
- ميدالية اليوبيل الفضي.
- ميدالية معركة الكرامة.
- وسام الاستقلال.
- الوسام الملكي الفكتوري البريطاني بدرجة فارس.
- وسام الثقة والشرف الإيطالي بدرجة قائد.
- وسام الصليب والوشاح الألماني.
- وسام جوقة الشرف الفرنسي.
- وسام الصليب الذهبي مع الوشاح النمساوي.
- وسام الصليب الأكبر للثقافة والتعليم البرازيلي.
- وسام الفارس كنيسة القيامة –الكنيسية الارثوذكسية - القدس.